# Prunus hintonii
Prunus hintonii là loài thực vật có hoa trong họ Hoa hồng. Loài này được (C.K. Allen) Kosterm. miêu tả khoa học đầu tiên năm 1961.